# Enoplognatha monstrabilis
Enoplognatha monstrabilis es una especie de araña araneomorfa del género Enoplognatha, familia Theridiidae. Fue descrita científicamente por Marusik & Logunov en 2002.
Habita en Rusia.